# Richard Burmeister
Richard Burmeister   (Hamburg, 7 de desembre de 1860 - Berlín, 19 de febrer de 1944) fou un compositor i pianista alemany.
Va ser deixeble de Mehrkes, i més tard de Liszt. El 1884 fou nomenat professor del Conservatori de la seva ciutat natal, l'any següent passà als Estats Units, on dirigí el Peabody Conservatory, de Baltimore, i des de 1898 el Scharvenka Conservatory, de Nova York; de retorn a la seva pàtria fou nomenat el 1903 professors dels cursos superiors de piano en el Conservatori de Dresden, anant més tard a viure a Berlín. El 1885, Burmesiter es casà amb la cèlebre pianista Dory Petersen, m. en Hamburg el 1902.
Entre les seves més notables composicions cal mencionar la fantasia per a orquestra Die Schwestern, inspirada en una poesia de Tennyson, un concert en re bemoll per a piano i altres composicions. També se li deu l'orquestració del concert en la bemoll de Chopin, i la de l'anomena't Concert patètic de Liszt i altres treballs.